# (2268) Szmytowna
(2268) Szmytowna est un astéroïde de la ceinture principale.

## Description
(2268) Szmytowna est un astéroïde de la ceinture principale. Il fut découvert le 6 novembre 1942 à Turku par Liisi Oterma. Il présente une orbite caractérisée par un demi-grand axe de 2,94 UA, une excentricité de 0,12 et une inclinaison de 3,3° par rapport à l'écliptique.

## Compléments